# Hermann Honnef
Hermann Honnef (* 19. Juni 1878 auf Grafenwerth, einer Rheininsel in Bad Honnef; † 30. Juli 1961 in Rheinbrohl) war ein deutscher Erfinder und Windenergiepionier. Er gilt als Visionär und Vorreiter dieser Form der Energienutzung. Seine Ideen beinhalteten auch schon die Wasserstofferzeugung zum Betrieb von Heizungen, Bussen oder Lokomotiven.

## Leben und Werk
Hermann Honnef begann mit 15 Jahren eine Lehre bei der Firma Jacob Hilgers Brückenbauten in Rheinbrohl.
Als 17-Jähriger wurde er zum Abteilungsleiter eines der Büros dieser Firma. Während dieser Zeit besuchte er zusätzlich eine Fortbildungsschule, um sich in Mathematik, Mechanik, Statik und Verkaufslehre sowie Latein, Französisch und Englisch weiterzubilden.
Nach dem Ersten Weltkrieg gründete er die Honnef-Werke in Dinglingen bei Lahr. Mit 500 Facharbeitern und 50 Ingenieuren baute er Kräne, bewegliche Brücken und freistehende Funktürme in München, Frankfurt, Stuttgart und Leipzig. Im Jahr 1925 wirkte er bei Berlin mit am Bau des Mittelturmes („Der Dicke“) in der Sendestelle Königs Wusterhausen, der später Teil des Stadtwappens wurde.
Honnef gehörte dem Bund der Freimaurer an. Für seine Verdienste um die Nutzung der Windkraft zur Energiegewinnung erhielt er am 16. Juli 1952 das Große Bundesverdienstkreuz der Bundesrepublik Deutschland. Ihm zu Ehren wurden in jüngerer Zeit die Ing.-Honnef-Straße in Glinde und die Hermann-Honnef-Straße in Cuxhaven nach ihm benannt.

## Windkraftwerke

Zeichnung „Höhenwindkraftwerk nach Hennef“, Bildausschnitt einer zeitgenössischen Bildpostkarte, bekannt als Reichskraftturm

1931 gingen die Honnef-Werke in Konkurs. Honnef übersiedelte gänzlich nach Berlin und warb auf Versammlungen für seine Vision der autarken Elektrizitätsgewinnung mit Großwindkraftwerken, dem Zeitgeist entsprechend auch Reichskrafttürme genannt. Selbst Zeitungen im Ausland berichteten darüber. Am 4. Mai 1934 sollte ihn Adolf Hitler empfangen, um sich die Ideen vorstellen zu lassen; doch wurde Honnef in der Reichskanzlei – in Hitlers Vorzimmer wartend – von der SS verhaftet und später wegen Konkursbetrugs verurteilt.
Projektiert waren 900 fast 500 m hohe Türme, die bis zu fünf Rotoren von 160 Meter Durchmesser tragen und eine bis zu 20 MW leisten sollten. Honnef versprach sich in so großer Höhe Windgeschwindigkeiten bis zu 15 m/s. Die gegenläufigen, horizontalen oder auch vertikalen Rotoren sollten durch höhere Relativgeschwindigkeit zwischen Rotor und Stator eine höhere Induktion als bei konventionellen Generatoren erzeugen. Die Umsetzung scheiterte jedoch u. a. aufgrund der bei so großen Durchmessern einzuhaltenden Toleranzen.
Ab Sommer 1941 errichtete und erprobte man auf dem Versuchsfeld Mathiasberg in Bötzow (Brandenburg) insgesamt fünf unterschiedliche Windkraftanlagen. Der höchste Turm war 36 m, der größte betrug Rotordurchmesser 9 m und die größte Nennleistung aus zwei gegenläufigen Rotoren 17 kW. Spätere Untersuchungen zeigten, dass ein Doppelrotor zwar doppelten Aufwand erforderte, aber nur fünf Prozent mehr Leistung erbrachte.
Mit dem Ende des Zweiten Weltkrieges musste der damals 67-Jährige die Arbeiten aufgeben. Die Anlagen wurden demontiert und das Metall im Stahlwerk Hennigsdorf eingeschmolzen; lediglich eine Nabe blieb erhalten und befindet sich als Dauerleihgabe im Deutschen Technikmuseum in Berlin. Die vier Betonfundamente der Türme verblieben im Boden.
Die Idee mit mehreren Rotoren an einer Anlage wurde weiter verfolgt; Mitte 2024 ließ man vor der chinesischen Küste die neue leistungsstärkste Windkraftanlage der Welt zu Wasser. Sie trägt an zwei Türmen in V-Form zwei konventionelle Rotoren mit horizontaler Turbine je 8,3 MW, insgesamt also 16,6 MW.
Hermann Honnef meldete eine Reihe von Patenten an.

## Publikationen
- Windkraftwerke. Vieweg, Braunschweig 1932.
- Windkraftwerke und ihr Einfluss auf die deutsche Wirtschaft. Pfotenhauer, Berlin 1932.
- Umstellung der Wirtschaft durch technischen Fortschritt. Verl. der Dt. Windkraft-Ges., Berlin 1934.
- Höhenwindkraftwerke. Mally, Wien 1939.
- Kohlen-Problem gelöst! Die Zukunft gesichert! durch Honnef's kohlefreie Elektrizitäts-Erzeugung durch Naturkräfte, Wind und Wasser. Hydraulische Speicherung mittels Pumpen und Hochbehälter. Maschinenschrift, vervielfältigt, 1946, Diskussionspapier, Eingabe an die Hamburgische Bürgerschaft

## Film
- Das Projekt Honnef. ZDF, 31. Januar 1978. Dokumentarspiel von Hans Georg Thiemt und Hans Dieter Schreeb